# Prudencio María Verástegui
Prudencio María Verástegui Mariaca (Manurga, 7 de mayo de 1747-Vitoria, 19 o 20 de octubre de 1826) fue un militar y político español.

## Biografía
Nació en la localidad alavesa de Manurga, en el seno de una familia ilustre. Sus padres eran José Andrés de Verástegui y María Magdalena Ignacia de Mariaca. Tras recibir la primera educación en su casa nativa, estudió Filosofía y siguió la carrera de Ciencias Exactas y Naturales en la Universidad de Zaragoza. Destacó, según Arrese y Duque en el estudio de las matemáticas «por la severidad de sus costumbres». Concluidos sus estudios, contrajo matrimonio en 1774, en Villanañe, con Casilda Varona. De esta unión nacieron catorce hijos, nueve hombres y cinco mujeres, si bien tan solo tres de ellos y dos de ellas llegaron a sobrevivirle.
En 1777 fue nombrado alcalde de Vitoria, pero motivos de fuerza mayor le impidieron jurar el cargo, por lo que se procedió a una nueva elección, en la que resultó elegido Baltasar de Larrea. Al año siguiente, siendo alcalde Francisco Javier de Urbina, Verástegui fue designado regidor preeminente, cargo que ocupó hasta que en 1779 lo nombraron, por unanimidad de votos, diputado general de la provincia. Fue reelegido diputado en 1794 sin mediar el espacio de otra diputación; esta novedad, que incurría en una inobservancia del fuero, la excusa Ramón Ortiz de Zárate en su Compendio foral de la provincia de Álava con las siguientes palabras:

Fue reelegido en 28 de mayo de 1794 [...] porque, amenazando la invasión francesa, se hallaba el Sr. de Verástegui al frente del armamento de los tercios alaveses, con extraordinario prestigio en toda la provincia, y en estrechas relaciones de amistad con los condes de Colomera, Florida Blanca y demás ministros de aquella época, y su delegado extraordinario en Álava, D. Pedro Florez Manzano; y porque, probablemente no podría reunirse la Junta en el periodo foral si los franceses ocupaban nuestro territorio, como así sucedió; pues no fue posible celebrar Juntas generales en los dos años siguientes, hasta que por fin cesó esta suspensión forzosa el 14 de mayo de 1796. Tan extraordinarias circunstancias, motivos tan poderosos fueron necesarios para que se fallara por primera vez al fuero, que prohíbe las reelecciones de Diputados, sin el hueco de otra Diputación o trienio.

Así las cosas, se puso Verástegui al frente de los tercios armados, que, sin embargo, no pudieron, por su escasa fuerza numérica, contrarrestar el empuje del Ejército francés; ocasionaron, aun así, algunas pérdidas en sus filas, entorpecieron su marcha a través del terreno quebrado y montañoso de la provincia y mostraron, en palabras de Arrese y Duque, «rasgos de valor e intrepidez». Mantuvo, entre 1791 y 1796, una fluida correspondencia con los ministros de Carlos IV, con los generales del Ejército encargados de dirigir las operaciones emprendidas contra Francia, con los comandantes de los tercios vascongados, con las otras diputaciones vascas y con otras autoridades.
Fue maestre de campo, comisario y diputado general —en este último cargo fungió de manera intermitente— durante nueve años y teniente diputado, otros catorce, algunos de ellos por ausencia y enfermedad del primero.
Habiendo fallecido su esposa en 1802 y hallándose con seis hijos varones, se trasladó a Zaragoza con toda su familia en octubre de 1806. Le sorprendió allí el levantamiento provocado por la invasión francesa y por las escenas sangrientas del 2 de mayo. Con cuatro de sus vástagos, tomó parte en el armamento que se organizó en Aragón y sufrió, desde el 15 de julio hasta el 14 de agosto, el primer sitio de Zaragoza. Desguarnecida de tropas la ciudad, Verástegui optó por quedarse para colaborar en la defensa.
Otros hijos suyos se unieron también al esfuerzo y, a finales de año, se dirigió a Valencia con dos menores y una hija; de allí fue a Cartagena y luego a Cádiz. En 1813, aún en la localidad gaditana, fue nombrado diputado a Cortes, en representación de la provincia de Álava. Sin embargo, no quiso aceptar el cargo hasta que, habiendo abandonado los franceses el territorio de Álava y después de la batalla de Vitoria, restablecido ya el régimen foral, fue confirmada su elección por voto público. Pese al traslado de las Cortes a Madrid en noviembre de 1813, continuó desempeñando la diputación hasta que fueron disueltas por el decreto de Fernando VII, expedido el 4 de mayo de 1814 en Valencia. Se contó entre los 69 diputados que firmaron el Manifiesto de los Persas.
Con la disolución de las Cortes, regresó a Vitoria nueve años después de su partida, y se ocupó allí de arreglar asuntos de negocios, puesto que sus intereses habían sufrido quebranto. Con el estallido de la revolución de 1820, tras el pronunciamiento del coronel Riego, fue apresado en el convento de Santo Domingo. Aun así, fue puesto en libertad a los pocos días por falta de pruebas.
Lo acometió un amago de accidente apoplético, del que no conseguiría recuperarse. Tras un largo periodo de indisposición, sucumbió a un nuevo ataque el 19 o 20 de octubre de 1826. Una calle de su ciudad natal lo recuerda con su nombre.